# Circuito di Fiorano
(Enzo Ferrari)
Il circuito di Fiorano è un circuito automobilistico italiano. Situato nel comune di Fiorano Modenese, nei pressi di Maranello, è di proprietà della Ferrari, che lo usa per effettuare i propri test privati per auto stradali e da competizione.

## Storia

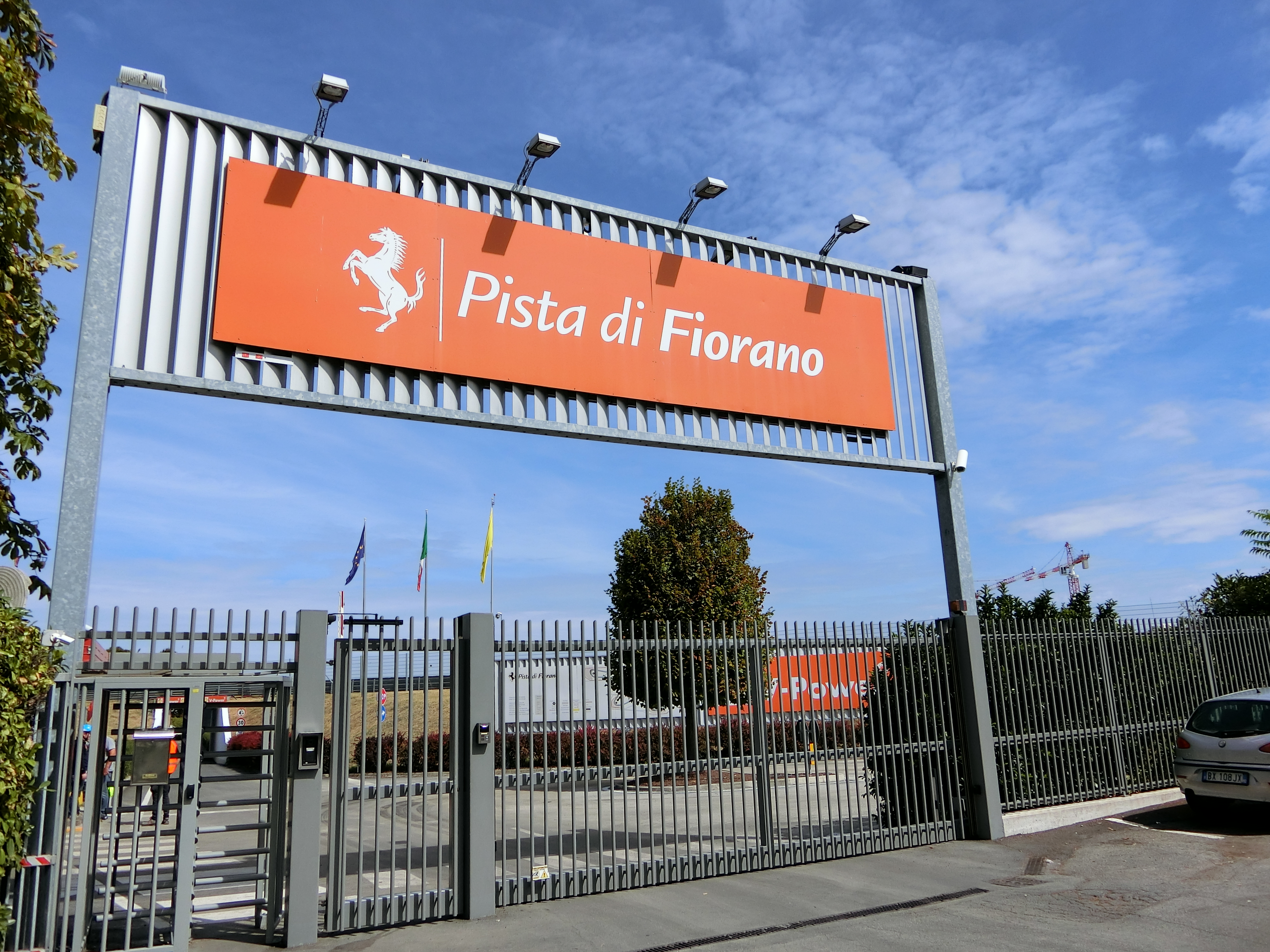
L'ingresso del circuito

Negli anni 50 e 60 del XX secolo le scuderie motoristiche di Modena e dintorni utilizzavano per i loro collaudi l'aerautodromo cittadino, un impianto posto nell'allora immediata periferia modenese, adiacente alla via Emilia.
Questa struttura aveva molteplici altri impieghi, venendo usata anche come aeroporto, circuito per gare di auto e moto nonché scuola di pilotaggio (Piero Taruffi vi dirigeva i corsi della Scuderia Centro Sud, che aveva la sua sede di fronte all'aerautodromo), soffrendo quindi di problemi di convivenza tra le varie esigenze oltreché le sempre maggiori limitazioni all'uso di un impianto oramai prossimo a essere inglobato nel tessuto urbano modenese.
In conseguenza di ciò, all'inizio degli anni 60 la Ferrari, che testava anch'essa all'aerautodromo le proprie auto da competizione, decise per la realizzazione di una propria pista di collaudo a Fiorano Modenese, inaugurata nel 1972 su un'area adiacente allo stabilimento di Maranello.

## Il tracciato

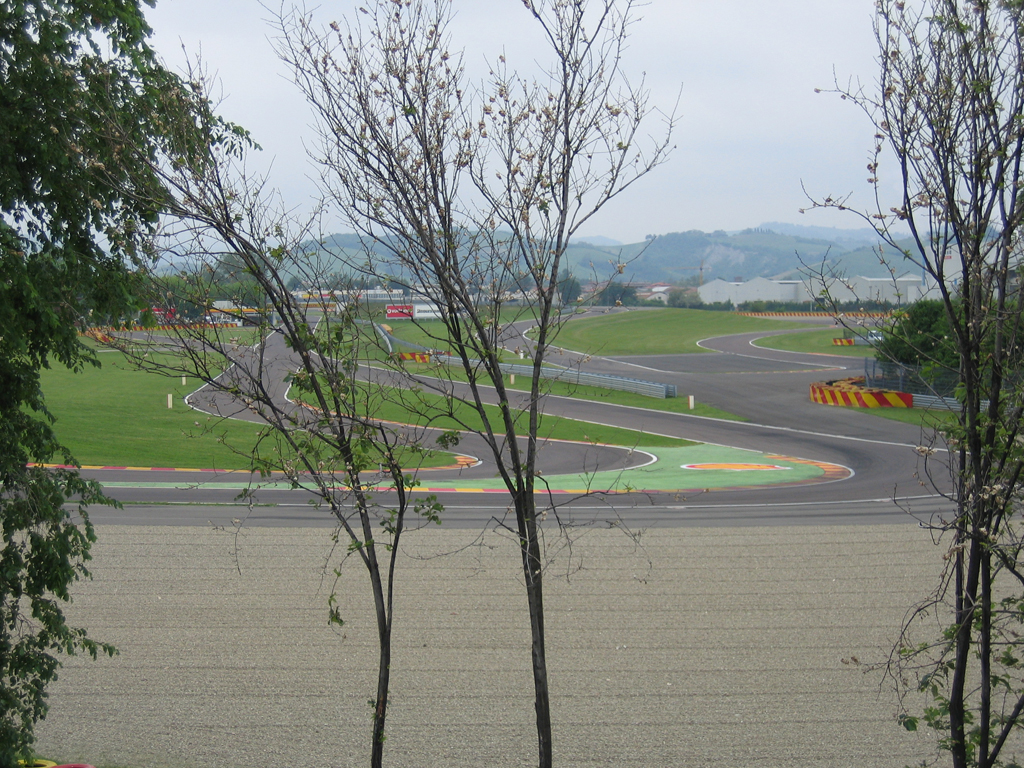
Uno scorcio del tracciato

La costruzione dell'autodromo, espressamente voluto da Enzo Ferrari, è iniziata nel 1971 ed è stata completata in quasi sette mesi. La lunghezza del percorso è di 3 021 metri; la velocità media di percorrenza è di oltre 160 km/h, con una velocità di punta superiore a 290 km/h. All'interno del perimetro della pista il Drake fece costruire anche una casa per sé, nella quale è tuttora conservato pressoché intatto l'ufficio dove lavorava.
Il tracciato originale è stato parzialmente modificato, nel corso dei decenni, su indicazione dei piloti della Scuderia Ferrari. Nei primi anni 80 venne aggiunta una veloce esse sinistra-destra, per volontà di Gilles Villeneuve, onde meglio valutare il comportamento delle monoposto a effetto suolo, mentre sul finire del 1995, su richiesta di Michael Schumacher, venne cambiato il disegno della prima curva poiché non assimilabile a nessuna di quelle presenti nel campionato mondiale di Formula 1.
L'uso che ne fa la Ferrari è legato soprattutto allo sviluppo degli pneumatici. Il circuito è equipaggiato con diversi apparecchi per la telemetria, un sistema di telecamere interrate a circuito chiuso e un impianto d'irrigazione dell'asfalto.
Storicamente chiusa al pubblico, la pista di Fiorano è visitabile a partire dall'agosto 2010: da allora i visitatori del Museo Ferrari possono effettuare visite guidate del circuito a bordo di bus navetta. Inoltre, com'è sempre accaduto, i tifosi possono osservare le auto in prova in alcuni punti lungo il perimetro del complesso.

## Record
Il record del circuito appartiene a Michael Schumacher che con la F2004 ha fatto segnare 55"999, mentre il record delle Gran Turismo stradali appartiene alla Ferrari F80 che nel 2024 ha girato in 1'15"30.
| Vettura                                        | Record              | Pilota              | Data                | Note                                                             |
| Monoposto Formula 1                            | Monoposto Formula 1 | Monoposto Formula 1 | Monoposto Formula 1 | Monoposto Formula 1                                              |
| ---------------------------------------------- | ------------------- | ------------------- | ------------------- | ---------------------------------------------------------------- |
| Ferrari F2004                                  | 0'55.999            | Michael Schumacher  | 2004                |                                                                  |
| Ferrari F2003GA                                | 0'56.330            | Michael Schumacher  | 2003                |                                                                  |
| Ferrari SF-24                                  | 0'56.81             | Charles Leclerc     | 2024                | Tempo realizzato durante il filming-day.                         |
| Ferrari SF71H                                  | 0'56.99             | Antonio Giovinazzi  | 2018                | [ 7 ]                                                            |
| Ferrari 248 F1                                 | 0'57.099            | Felipe Massa        | 2006                |                                                                  |
| Ferrari F2005                                  | 0'57.146            | Michael Schumacher  | 2005                |                                                                  |
| Ferrari F2002                                  | 0'57.476            | Michael Schumacher  | 2002                |                                                                  |
| Ferrari SF70H                                  | 0'58.00             | Kimi Räikkönen      | 2017                | Tempo realizzato nei 50 Km di filming-day.                       |
| Ferrari F2007                                  | 0'58.366            | Felipe Massa        | 2007                |                                                                  |
| Sauber C32                                     | 0'58.802            | Tatiana Calderón    | 2018                | tempo realizzato nei due giorni di test del 17/18 novembre 2018. |
| Ferrari F310B                                  | 0'59.00             | Michael Schumacher  | 1997                |                                                                  |
| Ferrari F2008                                  | 0'59.111            | Mirko Bortolotti    | 2008                |                                                                  |
| Ferrari SF15-T                                 | 0'59.300            | Sebastian Vettel    | 2016                |                                                                  |
| Ferrari F399                                   | 1'00.226            | Luca Badoer         | 1999                |                                                                  |
| Ferrari 412 T1                                 | 1'00.30             | Jean Alesi          | 1994                |                                                                  |
| Ferrari F2012                                  | 1'05.00             | Sebastian Vettel    | 2014                | non ufficiale, pista bagnata, partenza da fermo                  |
| Sport prototipi e Gran Turismo da competizione |                     |                     |                     |                                                                  |
| Ferrari 333 SP                                 | 1'11.90             |                     |                     | gomme slick                                                      |
| Ferrari 333 SP                                 | 1'13.00             |                     |                     | gomme slick & air restrictor                                     |
| Ferrari FXX K                                  | 1'14.00             |                     |                     |                                                                  |
| Ferrari FXX                                    | 1'16.00             | Andrea Bertolini    | 2007                |                                                                  |
| Ferrari 360 GT                                 | 1'17.00             |                     |                     |                                                                  |
| Ferrari 360 N-GT                               | 1'18.90             | Ian Harold Brown    | 2003                |                                                                  |
| Ferrari 360 Challenge                          | 1'22.40             |                     | 2003                |                                                                  |
| Maserati Trofeo                                | 1'23.85             |                     |                     |                                                                  |
| Ferrari 355 Challenge                          | 1'25.40             |                     |                     | alettone posteriore                                              |
| Ferrari 348 Challenge                          | 1'33.00             |                     |                     |                                                                  |
| Gran Turismo stradali                          |                     |                     |                     |                                                                  |
| Ferrari F80                                    | 1'15.30             |                     | 2024                |                                                                  |
| Ferrari SF90 XX Stradale                       | 1'17.30             | Raffaele De Simone  | 2023                | [ 8 ]                                                            |
| Ferrari SF90 Stradale                          | 1'19.00             |                     | 2019                |                                                                  |
| Ferrari LaFerrari                              | 1'19.70             | Raffaele De Simone  | 2015                |                                                                  |
| Ferrari LaFerrari                              | 1'20.00             | Fernando Alonso     | 2012                | versione pre-serie                                               |
| Ferrari 812 Competizione                       | 1'20.00             | Raffaele De Simone  | 2021                |                                                                  |
| Ferrari 296 GTB Assetto Fiorano                | 1'21.00             |                     | 2021                | [ 9 ]                                                            |
| Ferrari 812 Superfast                          | 1'21.50             |                     | 2017                |                                                                  |
| Ferrari 488 Pista                              | 1’21.50             |                     |                     |                                                                  |
| Ferrari F8 Tributo                             | 1'22.50             |                     | 2019                |                                                                  |
| Ferrari F12berlinetta                          | 1'23.00             | Felipe Massa        | 2012                |                                                                  |
| Ferrari 488 GTB                                | 1'23.00             |                     | 2015                |                                                                  |
| Ferrari 458 Speciale                           | 1'23.5              |                     | 2013                |                                                                  |
| Ferrari Enzo                                   | 1'24.9              |                     | 2002                |                                                                  |
| Ferrari 458 Italia                             | 1'25.00             |                     |                     |                                                                  |
| Maserati MC12                                  | 1'25.2              |                     |                     |                                                                  |
| Ferrari 599 GTB Fiorano                        | 1'26.500            |                     | 2006                |                                                                  |
| Ferrari F50                                    | 1'27.00             |                     |                     |                                                                  |
| Ferrari F430                                   | 1'27.00             | Auto Bild           | 2007                |                                                                  |
| Ferrari 360 Challenge Stradale                 | 1'28.00             |                     |                     |                                                                  |
| Ferrari F40                                    | 1'29.60             |                     |                     |                                                                  |
| Ferrari 360 Modena                             | 1'31.00             |                     |                     |                                                                  |
| Ferrari 550 Maranello                          | 1'32.528            |                     |                     |                                                                  |
| Ferrari F355 F1                                | 1'33.00             |                     | 1997                |                                                                  |
| Ferrari F355                                   | 1'34.00             |                     | 1994                |                                                                  |
| Ferrari F512M                                  | 1'35.00             |                     | 1995                |                                                                  |
| Ferrari 512TR                                  | 1'35.00             |                     | 1992                |                                                                  |
| Ferrari 456GT                                  | 1'35.00             |                     |                     |                                                                  |
| Maserati Coupé 4.2                             | 1'35.00             |                     |                     |                                                                  |
| Ferrari 288 GTO                                | 1'36.00             |                     |                     |                                                                  |
| Ferrari Testarossa                             | 1'36.00             |                     | 1984                |                                                                  |
| Ferrari 348TB                                  | 1'37.00             |                     | 1989                |                                                                  |
| Porsche 959                                    | 1'37.00             |                     |                     |                                                                  |
| Ferrari 328 GTB                                | 1'44.00             |                     |                     |                                                                  |